# Machado (Minas Gerais)
Machado é um município brasileiro do estado de Minas Gerais. Sua população recenseada em 2022 era de 37 684 habitantes. A principal atividade econômica é o cultivo do café.

## Geografia

### Distritos
Pertence ao município o distrito de Douradinho, localizado a 25 km do centro urbano de Machado.  Uma informação interessante sobre o distrito é que este tem data de fundação mais antiga que a sede do município (Machado) e também já pertenceu ao município de Paraguaçu, isto no século XIX. Também pertence a cidade de Machado o povoado Caiana, que está a 11 km da cidade.[carece de fontes?]

### Clima
Segundo dados do Instituto Nacional de Meteorologia (INMET), desde 1961 a temperatura mínima absoluta registrada em Machado ocorreu em 9 de junho de 1985, com mínima de −1,8 °C, seguido por −0,8 °C em 21 de julho de 1981 e −0,6 °C em 18 de julho de 2000. A máxima histórica é de 37,1 °C em 3 de outubro de 2020, sendo o recorde anterior observado em outubro de 2014, nos dias 14 e 15, quando a máxima alcançou 37 °C. O recorde de precipitação acumulada em 24 horas é de 140 milímetros (mm) em 8 de novembro de 1970. De acordo com o Instituto Nacional de Pesquisas Espaciais (INPE), o município é o 643º colocado no ranking de ocorrências de descargas elétricas no estado de Minas Gerais, com uma média anual de 4,83 por km²/ano.
| Dados climatológicos para Machado                                                              | Dados climatológicos para Machado | Dados climatológicos para Machado | Dados climatológicos para Machado | Dados climatológicos para Machado | Dados climatológicos para Machado | Dados climatológicos para Machado | Dados climatológicos para Machado | Dados climatológicos para Machado | Dados climatológicos para Machado | Dados climatológicos para Machado | Dados climatológicos para Machado | Dados climatológicos para Machado | Dados climatológicos para Machado |
| Mês                                                                                            | Jan                               | Fev                               | Mar                               | Abr                               | Mai                               | Jun                               | Jul                               | Ago                               | Set                               | Out                               | Nov                               | Dez                               | Ano                               |
| ---------------------------------------------------------------------------------------------- | --------------------------------- | --------------------------------- | --------------------------------- | --------------------------------- | --------------------------------- | --------------------------------- | --------------------------------- | --------------------------------- | --------------------------------- | --------------------------------- | --------------------------------- | --------------------------------- | --------------------------------- |
| Temperatura máxima recorde (°C)                                                                | 36,8                              | 36,4                              | 34,6                              | 33,5                              | 32,6                              | 30,4                              | 32                                | 34,5                              | 36,8                              | 37,1                              | 35,6                              | 36,1                              | 37,1                              |
| Temperatura máxima média (°C)                                                                  | 29,4                              | 29,7                              | 29                                | 28,1                              | 25,4                              | 24,6                              | 25                                | 27                                | 28,4                              | 29,1                              | 28,5                              | 29,2                              | 27,8                              |
| Temperatura média compensada (°C)                                                              | 22,9                              | 22,9                              | 22,3                              | 20,8                              | 17,7                              | 16,3                              | 16,3                              | 17,9                              | 20,3                              | 21,8                              | 21,9                              | 22,7                              | 20,3                              |
| Temperatura mínima média (°C)                                                                  | 18,6                              | 18,3                              | 17,7                              | 15,5                              | 12                                | 10,1                              | 9,6                               | 10,5                              | 13,6                              | 16,1                              | 17,2                              | 18,2                              | 14,8                              |
| Temperatura mínima recorde (°C)                                                                | 12                                | 12,2                              | 9,2                               | 4,9                               | 2,7                               | −1,8                              | −0,8                              | 0,8                               | 2,1                               | 7,2                               | 7,4                               | 9,5                               | −1,8                              |
| Precipitação (mm)                                                                              | 282,8                             | 212,9                             | 176                               | 68,5                              | 62                                | 23,3                              | 19,4                              | 17,1                              | 70,9                              | 115,6                             | 174,8                             | 240,6                             | 1 463,9                           |
| Dias com precipitação (≥ 1 mm)                                                                 | 18                                | 14                                | 13                                | 7                                 | 4                                 | 3                                 | 2                                 | 2                                 | 6                                 | 10                                | 13                                | 17                                | 109                               |
| Umidade relativa compensada (%)                                                                | 81,2                              | 79,4                              | 80,6                              | 79,5                              | 79,7                              | 79,6                              | 75,1                              | 67,5                              | 67                                | 71,3                              | 76,8                              | 80,2                              | 76,5                              |
| Insolação (h)                                                                                  | 141                               | 151,6                             | 156,2                             | 175,5                             | 173,6                             | 160,8                             | 183,7                             | 208,5                             | 170,8                             | 169,9                             | 146,8                             | 143,9                             | 1 982,3                           |
| Fonte: INMET (normal climatológica de 1991-2020; recordes de temperatura: 01/09/1961-presente) |                                   |                                   |                                   |                                   |                                   |                                   |                                   |                                   |                                   |                                   |                                   |                                   |                                   |

## Filhos ilustres
- Ver Biografias de machadenses notórios